# クリス・ブラズウェル
クリス・ブラズウェル（英: Chris Braswell、1989年12月18日 - ）は、アメリカ合衆国メリーランド州キャピトルハイツ出身のバスケットボール選手である。ポジションはパワーフォワード。身長206cm、体重107kg。

## 来歴
大学進学前、バージニア州チャタムのハーグレーブ・ミリタリー・アカデミーでプレーした。ノースカロライナ大学シャーロット校に在学中、3年次の2011-2012年シーズンは、チームトップの平均15.8得点、7.6リバウンドをあげた。この年アトランティック10カンファレンスのサードチームに選ばれた。2012年7月、左足の第5中足骨を骨折した。同年11月、チームのルールを破ったため1試合の出場停止となった。
2014年2月6日、退団したトーマス・ケネディの代わりに千葉ジェッツと選手契約を結んだ。同年5月退団。

## 人物
好きなバスケットボール選手はカール・マローン。